# Serious Moonlight Tour
Tournées par David Bowie
Isolar II Tour (1978) Glass Spider Tour (1987)
Le Serious Moonlight Tour est une tournée mondiale de David Bowie donnée entre mai et décembre 1983 afin de promouvoir l'album Let's Dance.
Le nom de la tournée provient des paroles de la chanson Let's Dance.

## Historique

### Contexte
Depuis le Isolar II Tour de 1978, David Bowie n'a plus mené de tournée, annulant même ses plans pour la promotion de l'album Scary Monsters (and Super Creeps) en raison de l'assassinat de son ami John Lennon en 1980, événement qui l'affecte profondément. Si Bowie reste actif musicalement, il limite ses apparitions publiques, se réfugiant en Suisse pendant la période. En 1983 cependant, il publie son quinzième album studio après trois ans d'attente, Let's Dance, fruit de sa collaboration avec Nile Rodgers. L'album et ses singles sont des succès mondiaux qui propulsent Bowie sur le devant de la scène et il se met alors à préparer une tournée pour la promotion de Let's Dance, soit cinq ans après sa dernière en date. 

### Préparation
Prévu pour se dérouler dans des infrastructures similaires aux tournées précédentes de Bowie, la préparation de la tournée connaît quelques imprévus. Le succès de Let's Dance est tel que la demande de tickets excède très largement les places proposées, et aussi les concerts doivent alors prendre place dans des salles soit plus grandes, soit dans des stades. Il s'agit là d'une constante pendant l'ensemble de la tournée, qui sera à guichet fermé pour chacun des concerts donnés.

### Sélection des chansons
Pour cette tournée, David Bowie choisit avec Carlos Alomar de jouer ses titres les plus connus, conscient de la large audience dont il bénéficie désormais. Le concert de Vancouver, donné en septembre 1983, et sorti en album sous le nom Serious Moonlight (Live 83') (en) en 2006 contient les titres suivants.Toutes les chansons sont écrites et composées par David Bowie, sauf indication contraire.
| 1.  | Look Back in Anger                |                                                 |  |
| 2.  | "Heroes"                          |                                                 |  |
| 3.  | What in the World                 |                                                 |  |
| 4.  | Golden Years                      |                                                 |  |
| 5.  | Fashion                           |                                                 |  |
| 6.  | Let's Dance                       |                                                 |  |
| 7.  | Breaking Glass                    | David Bowie, Dennis Davis, George Murray        |  |
| 8.  | Life on Mars?                     |                                                 |  |
| 9.  | Sorrow                            | Bob Feldman, Jerry Goldstein, Richard Gottehrer |  |
| 10. | Cat People (Putting Out Fire)     |                                                 |  |
| 11. | China Girl                        |                                                 |  |
| 12. | Scary Monsters (and Super Creeps) |                                                 |  |
| 13. | Rebel Rebel                       |                                                 |  |
| 14. | White Light/White Heat            | Lou Reed                                        |  |
| 15. | Station to Station                |                                                 |  |
| 16. | Cracked Actor                     |                                                 |  |
| 17. | Ashes to Ashes                    |                                                 |  |
| 18. | Space Oddity                      |                                                 |  |
| 19. | Young Americans                   |                                                 |  |
| 20. | Fame                              | David Bowie, John Lennon, Carlos Alomar         |  |
| 21. | Modern Love                       |                                                 |  |

### Déroulement de la tournée

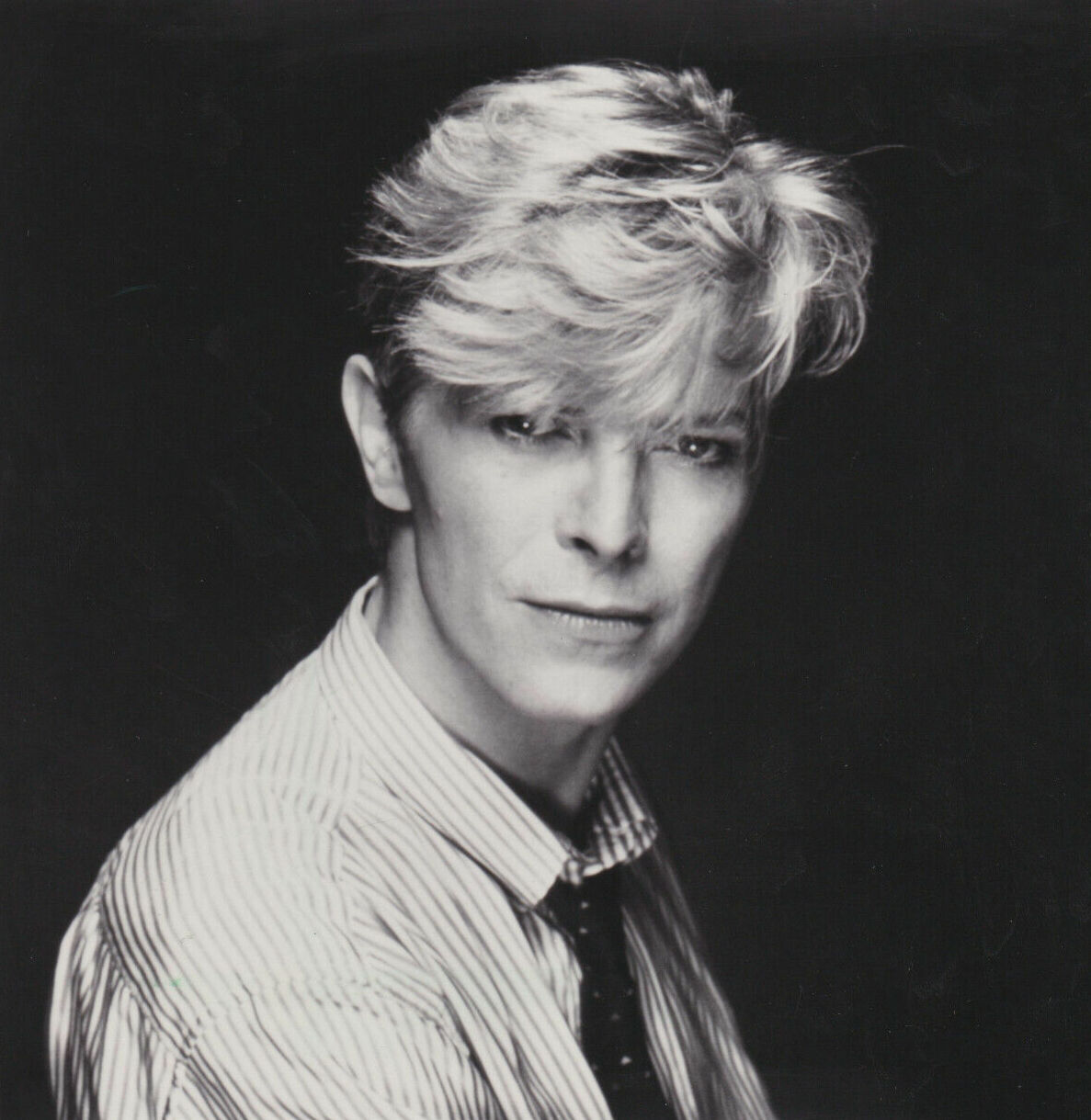
David Bowie en 1983.

La tournée commence à Bruxelles le 18 mai 1983. Le 30 juin, Bowie joue pour un concert de charité qui récolte 100 000 £ pour la Brixton Neighbourhood Community Association. 
Le 12 septembre, le concert donné à Vancouver aboutit à un film sorti en 1984, puis à un album live édité en 2018 au sein du coffret Loving the Alien (1983-1988). Le 26 novembre, 80 000 personnes assistent au concert de Bowie à Auckland, en Nouvelle-Zélande, ce qui est alors un record à l'époque. Le Billboard Magazine rapporte qu'il s'agit même du plus grand concert jamais donné dans l'hémisphère sud. 
Le 8 décembre 1983 lors du dernier concert du Serious Moonlight Tour à Hong Kong, David Bowie interprète Imagine pour rendre hommage à John Lennon le jour des trois ans de son assassinat. 

## Musiciens

### Sélection des musiciens

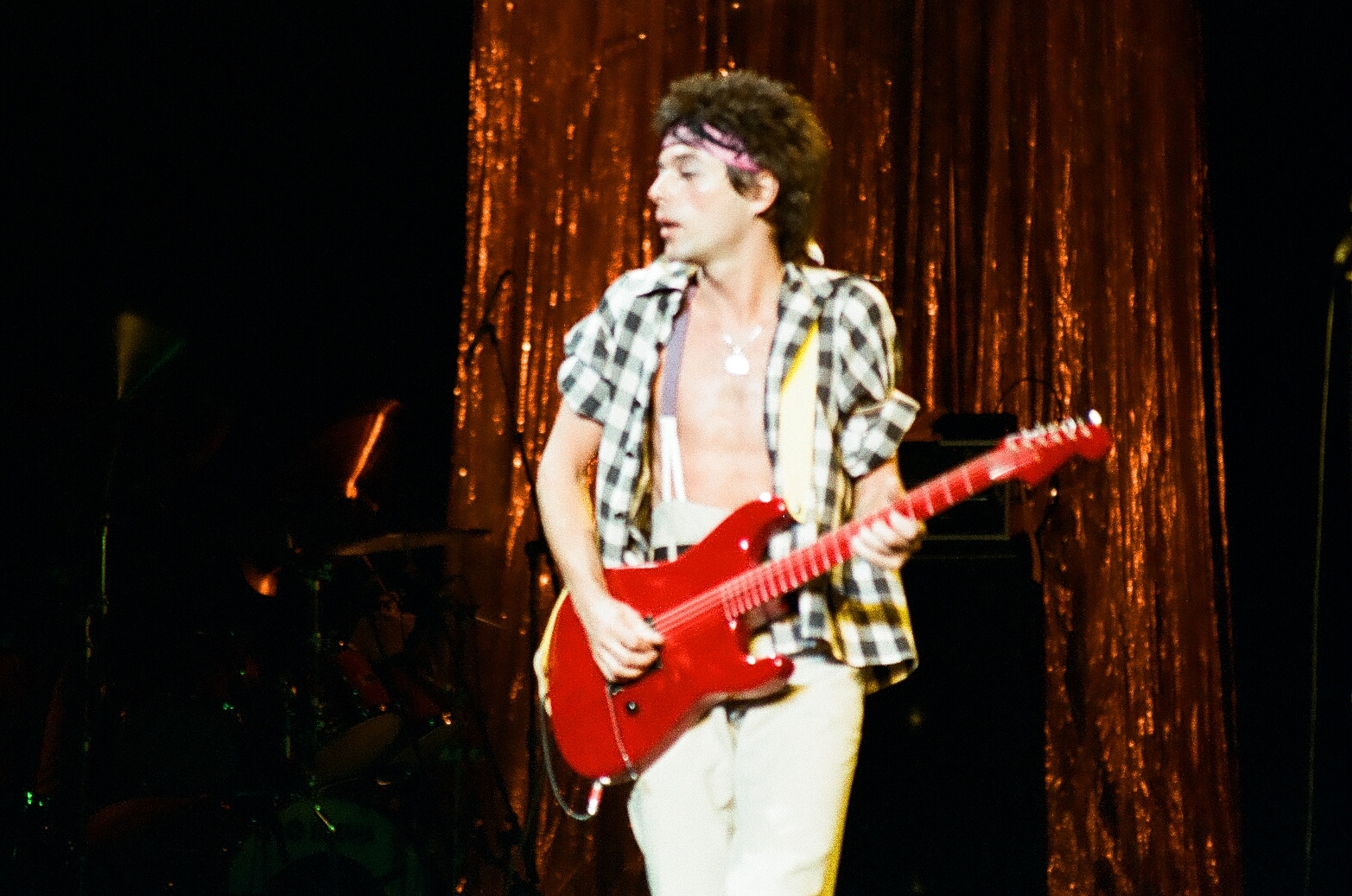
Earl Slick, ici lors du Serious Moonlight Tour, remplace Stevie Ray Vaughan en tant que guitariste.

David Bowie choisit de s'entourer des musiciens qui ont participé à l'enregistrement de Let's Dance, tout en gardant des collaborateurs de longue date, comme Carlos Alomar. Stevie Ray Vaughan, présent dans l'enregistrement de l'album, est finalement évincé de la tournée, ce dernier cherchant au même moment à promouvoir son album Texas Flood et est remplacé par Earl Slick. 

### Équipe
- David Bowie : chant, guitare, saxophone
- Earl Slick : guitare
- Carlos Alomar : guitare, chœurs
- Carmine Rojas : basse
- Tony Thompson : batterie, percussions
- David LeBolt : claviers
- Steve Elson : saxophone, Stan Harrison, Lenny Pickett : saxophone
- Frank Simms, George Simms : chœurs[3]

## Dates

### Segment européen
| Date        | Ville                 | Pays                 | Salle                 | Remarques                      |
| ----------- | --------------------- | -------------------- | --------------------- | ------------------------------ |
| 18 mai 1983 | Bruxelles             | Belgique             | Forest National       | Premier concert de la tournée. |
| 19 mai 1983 | Bruxelles             | Belgique             | Forest National       |                                |
| 20 mai 1983 | Francfort-sur-le-Main | Allemagne de l'Ouest | Festhalle             |                                |
| 21 mai 1983 | Munich                | Allemagne de l'Ouest | Olympiahalle          |                                |
| 22 mai 1983 | Munich                | Allemagne de l'Ouest | Olympiahalle          |                                |
| 24 mai 1983 | Lyon                  | France               | Palais des sports     |                                |
| 25 mai 1983 | Lyon                  | France               | Palais des sports     |                                |
| 26 mai 1983 | Fréjus                | France               | Arènes de Fréjus      |                                |
| 27 mai 1983 | Fréjus                | France               | Arènes de Fréjus      |                                |
| 29 mai 1983 | Nantes                | France               | Stade de la Beaujoire | Concert annulé.                |

### Festival américain
| Date        | Ville          | Pays       | Salle                         | Remarques         |
| ----------- | -------------- | ---------- | ----------------------------- | ----------------- |
| 30 mai 1983 | San Bernardino | États-Unis | Glen Helen Regional Park (en) | US Festival (en). |

### Segment européen (reprise)
| Date             | Ville                 | Pays                 | Salle                      | Remarques                                                               |
| ---------------- | --------------------- | -------------------- | -------------------------- | ----------------------------------------------------------------------- |
| 2 juin 1983      | Londres               | Royaume-Uni          | Wembley Arena              |                                                                         |
| 3 juin 1983      | Londres               | Royaume-Uni          | Wembley Arena              |                                                                         |
| 4 juin 1983      | Londres               | Royaume-Uni          | Wembley Arena              |                                                                         |
| 5 juin 1983      | Birmingham            | Royaume-Uni          | National Exhibition Centre |                                                                         |
| 6 juin 1983      | Birmingham            | Royaume-Uni          | National Exhibition Centre |                                                                         |
| 8 juin 1983      | Paris                 | France               | Hippodrome d'Auteuil       |                                                                         |
| 9 juin 1983      | Paris                 | France               | Hippodrome d'Auteuil       |                                                                         |
| 11 juin 1983     | Göteborg              | Suède                | Ullevi                     |                                                                         |
| 12 juin 1983     | Göteborg              | Suède                | Ullevi                     |                                                                         |
| 15 juin 1983     | Bochum                | Allemagne de l'Ouest | Ruhrstadion                |                                                                         |
| 17 juin 1983     | Bad Segeberg          | Allemagne de l'Ouest | Freilichtbühne (de)        |                                                                         |
| 18 juin 1983     | Bad Segeberg          | Allemagne de l'Ouest | Freilichtbühne (de)        |                                                                         |
| 20 juin 1983     | Berlin-Ouest          | Allemagne de l'Ouest | Waldbühne                  |                                                                         |
| 24 juin 1983     | Offenbach-sur-le-Main | Allemagne de l'Ouest | Stadion am Bieberer Berg   |                                                                         |
| 25 juin 1983     | Rotterdam             | Pays-Bas             | Stadion Feijenoord         |                                                                         |
| 26 juin 1983     | Rotterdam             | Pays-Bas             | Stadion Feijenoord         |                                                                         |
| 28 juin 1983     | Édimbourg             | Royaume-Uni          | Murrayfield Stadium        |                                                                         |
| 30 juin 1983     | Londres               | Royaume-Uni          | Hammersmith Odeon          | Concert de charité pour la Brixton Neighbourhood Community Association. |
| 1er juillet 1983 | Milton Keynes         | Royaume-Uni          | National Bowl              |                                                                         |
| 2 juillet 1983   | Milton Keynes         | Royaume-Uni          | National Bowl              |                                                                         |
| 3 juillet 1983   | Milton Keynes         | Royaume-Uni          | National Bowl              |                                                                         |

### Segment américain
| Date              | Ville        | Pays       | Salle                                | Remarques |
| ----------------- | ------------ | ---------- | ------------------------------------ | --- |
| 11 juillet 1983   | Québec       | Canada     | Colisée de Québec                    | |
| 12 juillet 1983   | Montréal     | Canada     | Forum de Montréal                    | |
| 13 juillet 1983   | Montréal     | Canada     | Forum de Montréal                    | Une chanson de ce concert figure en face B du single Modern Love.                                            |
| 15 juillet 1983   | Hartford     | États-Unis | Hartford Civic Center                | |
| 16 juillet 1983   | Hartford     | États-Unis | Hartford Civic Center                | |
| 18 juillet 1983   | Philadelphie | États-Unis | The Spectrum                         | |
| 19 juillet 1983   | Philadelphie | États-Unis | The Spectrum                         | |
| 20 juillet 1983   | Philadelphie | États-Unis | The Spectrum                         | Le clip de Modern Love est tourné lors de ce concert.                                                        |
| 21 juillet 1983   | Philadelphie | États-Unis | The Spectrum                         | |
| 23 juillet 1983   | Syracuse     | États-Unis | Carrier Dome                         | Concert repoussé au 6 septembre.                                                                             |
| 25 juillet 1983   | New York     | États-Unis | Madison Square Garden                | |
| 26 juillet 1983   | New York     | États-Unis | Madison Square Garden                | |
| 27 juillet 1983   | New York     | États-Unis | Madison Square Garden                | |
| 29 juillet 1983   | Richfield    | États-Unis | Richfield Coliseum                   | |
| 30 juillet 1983   | Détroit      | États-Unis | Joe Louis Arena                      | |
| 31 juillet 1983   | Détroit      | États-Unis | Joe Louis Arena                      | |
| 1er août 1983     | Rosemont     | États-Unis | Rosemont Horizon                     | |
| 2 août 1983       | Rosemont     | États-Unis | Rosemont Horizon                     | |
| 3 août 1983       | Rosemont     | États-Unis | Rosemont Horizon                     | |
| 7 août 1983       | Edmonton     | Canada     | Stade du Commonwealth                | |
| 9 août 1983       | Vancouver    | Canada     | BC Place                             | |
| 11 août 1983      | Tacoma       | États-Unis | Tacoma Dome                          | |
| 14 août 1983      | Inglewood    | États-Unis | The Forum                            | |
| 15 août 1983      | Inglewood    | États-Unis | The Forum                            | |
| 17 août 1983      | Phoenix      | États-Unis | Arizona Veterans Memorial Coliseum   | |
| 19 août 1983      | Dallas       | États-Unis | Reunion Arena                        | |
| 20 août 1983      | Austin       | États-Unis | Frank Erwin Center                   | |
| 21 août 1983      | Houston      | États-Unis | The Summit                           | |
| 24 août 1983      | Norfolk      | États-Unis | Scope Cultural and Convention Center | |
| 25 août 1983      | Norfolk      | États-Unis | Scope Cultural and Convention Center | |
| 27 août 1983      | Landover     | États-Unis | Capital Centre                       | |
| 28 août 1983      | Landover     | États-Unis | Capital Centre                       | |
| 29 août 1983      | Hershey      | États-Unis | Hersheypark Stadium                  | |
| 31 août 1983      | Foxborough   | États-Unis | Sullivan Stadium                     | |
| 3 septembre 1983  | Toronto      | Canada     | Stade de l'Exposition nationale      | |
| 4 septembre 1983  | Toronto      | Canada     | Stade de l'Exposition nationale      | Mick Ronson apparaît comme invité sur The Jean Genie.                                                        |
| 5 septembre 1983  | Buffalo      | États-Unis | Buffalo Memorial Auditorium          | |
| 6 septembre 1983  | Syracuse     | États-Unis | Carrier Dome                         | |
| 9 septembre 1983  | Anaheim      | États-Unis | Anaheim Stadium                      | |
| 11 septembre 1983 | Vancouver    | Canada     | Pacific Coliseum                     | |
| 12 septembre 1983 | Vancouver    | Canada     | Pacific Coliseum                     | Ce concert est filmé pour la vidéo Serious Moonlight et figure dans le coffret Loving the Alien (1983–1988). |
| 14 septembre 1983 | Winnipeg     | Canada     | Stade de Winnipeg                    | |
| 17 septembre 1983 | Oakland      | États-Unis | Oakland–Alameda County Coliseum      | |

### Segment asiatique et océanien
| Date             | Ville      | Pays             | Salle                           | Remarques                               |
| ---------------- | ---------- | ---------------- | ------------------------------- | --------------------------------------- |
| 20 octobre 1983  | Tokyo      | Japon            | Nippon Budokan                  |                                         |
| 21 octobre 1983  | Tokyo      | Japon            | Nippon Budokan                  |                                         |
| 22 octobre 1983  | Tokyo      | Japon            | Nippon Budokan                  |                                         |
| 24 octobre 1983  | Tokyo      | Japon            | Nippon Budokan                  |                                         |
| 25 octobre 1983  | Yokohama   | Japon            | Yokohama Stadium                |                                         |
| 26 octobre 1983  | Osaka      | Japon            | Gymnase préfectoral d'Osaka     |                                         |
| 27 octobre 1983  | Osaka      | Japon            | Gymnase préfectoral d'Osaka     |                                         |
| 29 octobre 1983  | Nagoya     | Japon            | Kokusai Tenji Kaikan            |                                         |
| 30 octobre 1983  | Suita      | Japon            | Expo Commemoration Park (en)    |                                         |
| 31 octobre 1983  | Kyoto      | Japon            | Gymnase préfectoral de Kyoto    |                                         |
| 4 novembre 1983  | Perth      | Australie        | Perth Entertainment Centre (en) |                                         |
| 5 novembre 1983  | Perth      | Australie        | Perth Entertainment Centre (en) |                                         |
| 6 novembre 1983  | Perth      | Australie        | Perth Entertainment Centre (en) |                                         |
| 9 novembre 1983  | Adélaïde   | Australie        | Adelaide Oval                   |                                         |
| 12 novembre 1983 | Melbourne  | Australie        | VFL Park (en)                   |                                         |
| 16 novembre 1983 | Brisbane   | Australie        | Lang Park                       |                                         |
| 19 novembre 1983 | Sydney     | Australie        | RAS Showgrounds                 |                                         |
| 20 novembre 1983 | Sydney     | Australie        | RAS Showgrounds                 |                                         |
| 24 novembre 1983 | Wellington | Nouvelle-Zélande | Athletic Park                   |                                         |
| 26 novembre 1983 | Auckland   | Nouvelle-Zélande | Western Springs Stadium         | Dernier concert officiel de la tournée. |
| 3 décembre 1983  | Singapour  | Singapour        | Stade national de Singapour     |                                         |
| 5 décembre 1983  | Bangkok    | Thaïlande        | Thai Army Sports Stadium (en)   |                                         |
| 7 décembre 1983  | Hong Kong  | Hong Kong        | Hong Kong Coliseum              |                                         |
| 8 décembre 1983  | Hong Kong  | Hong Kong        | Hong Kong Coliseum              |                                         |

## Chansons jouées
- De Space Oddity : Space Oddity
- De Hunky Dory : Life on Mars?
- De The Rise and Fall of Ziggy Stardust and the Spiders from Mars : Soul Love, Star, Hang On to Yourself
- De Aladdin Sane : Cracked Actor, The Jean Genie
- De Diamond Dogs : Rebel Rebel
- De Young Americans : Young Americans, Fame
- De Station to Station : Station to Station, Golden Years, TVC 15, Stay, Wild Is the Wind
- De Low : Breaking Glass, What in the World
- De "Heroes" : Joe the Lion, "Heroes"
- De Lodger : Red Sails, Look Back in Anger
- De Scary Monsters (and Super Creeps) : Scary Monsters (and Super Creeps) Ashes to Ashes, Fashion
- De Let's Dance : Let's Dance, China Girl, Modern Love, Cat People (Putting Out Fire)
- Reprises d'autres artistes : I Can't Explain (The Who), Imagine (John Lennon), Sorrow (The Merseys), White Light/White Heat (The Velvet Underground)